# Amer Gojak
Amer Gojak (Sarajevo, 13. veljače 1997.) bosanskohercegovački je nogometaš i reprezentativac koji igra na poziciji ofenzivnog veznog. Trenutačno igra za Rijeku.

## Klupska karijera

### Rana karijera
Svoju nogometnu karijeru započeo je 2005. u školi sarajevskog FK Novi Grad. Četiri godine kasnije prelazi u redove Željezničara.

### Olimpic Sarajevo
U siječnju 2014. Gojak je prešao u redove sarajevskog Olimpica. Za Olimpic je debitirao 1. ožujka protiv mostarskog Veleža od kojeg je Olimpic izgubio 0:1. Jedanaest dana kasnije ostvario je svoj debi u kupu i to protiv Širokog Brijega koji je pobijedio Olimpic 2:0. U ligaškom susretu odigranom 15. ožujka protiv prijedorskog Rudara, Gojak je postigao svoj prvi gol za Olimpic koji je ujedno bio i jedini gol na toj utakmici.

### Dinamo Zagreb
Dana 13. veljače 2015. prešao je u Dinamo Zagreb bez odštete. Za novi klub debitirao je 3. ožujka u četvrtfinalnoj utakmici Hrvatskog nogometnog kupa u kojoj je Dinamo pobijedio Istru 1961 3:0. Protiv istog protivnika Gojak je 21. ožujka ostvario svoj debi u 1. HNL kada je Istra 1961 poražena 4:1.
Za Dinamo Zagreb II debitirao je 14. kolovoza kada je druga momčad Dinama u utakmici 2. HNL dobila Hrvatski dragovoljac 4:0.
Svoj prvi gol za klub postigao je 14. svibnja 2016. u utakmici protiv Lokomotive Zagreb koja je završila 0:4. U UEFA Ligi prvaka debitirao je 14. rujna kada je Dinamo izgubio 3:0 od Lyona. Dana 29. travnja 2017. Gojak je postigao četiri gola u ligaškoj utakmici protiv Cibalije koja je poražena 6:0. U UEFA Europskoj ligi debitirao je 20. rujna 2018. kada je Dinamo pobijedio Fenerbahçe 4:1. Svoj prvi gol u tom natjecanju postigao je 4. listopada kada je Anderlecht izgubio 0:2. Postigao je jedini gol u utakmici Hrvatskog nogometnog superkupa 2019. protiv Rijeke.

### Torino (posudba)
Početkom listopada 2020. Gojak je poslan na posudbu u redove talijanskog prvoligaša Torina s obvezom kupnje pod uvjetom da deset puta zaigra u početnih 11 Torina. Svoj klupski debi ostvario je 28. listopada u utakmici Coppa Italije u kojoj je Torino pobijedio Lecce 3:1 u produžetcima. U ligi je debitirao 4. studenog kada je Genoa poražena rezultatom 1:2. Svoj jedini gol i asistenciju za klub postigao je 3. siječnja 2021. u ligaškom susretu protiv Parme koji je završio 0:3. Tijekom posudbe Gojak nije uspio deset puta biti član početnih 11, stoga je njegov transfer u Torino za 6 milijuna eura propao, a Dinamo je zaradio samo pola milijuna eura.

### Ferencváros
Dana 31. kolovoza 2022. prešao je iz Dinama u Ferencváros. Debitirao je 4. rujna u ligaškoj utakmici protiv Újpesta koji je izgubio 0:6. Četrnaest dana kasnije postigao je svoj klupski prvijenac u svom debiju u kupu i to protiv Bicskei TC s kojim je Ferencváros igrao 0:2. Dvaput je bio strijelac 1. svibnja 2023. protiv Újpesta koji je pobijeđen 2:3.

### Rijeka
S Rijekom je 5. rujna 2024. potpisao dvogodišnji ugovor.

## Reprezentativna karijera
Tijekom svoje omladinske karijere nastupao je za selekcije Bosne i Hercegovine do 17, 18, 19 i 21 godinu. 
Za A selekciju Bosne i Hercegovine debitirao je 15. studenog 2018. zamijenivši Miralema Pjanića u 87. minuti utakmice protiv Austrije koja je završila bez golova. Svoja prva dva gola i asistenciju za A selekciju postigao je 5. rujna 2019. protiv Lihtenštajna koji je poražen 5:0.

## Priznanja

### Klupska
Olimpic Sarajevo
- Nogometni kup Bosne i Hercegovine: 2014./15.

Dinamo Zagreb
- 1. HNL (7): 2014./15., 2015./16., 2017./18.,  2018./19.,  2019./20., 2021./22., 2022./23.
- Hrvatski nogometni kup (3): 2014./15., 2015./16., 2017./18.
- Hrvatski nogometni superkup (2): 2019., 2022.

Ferencváros
- Nemzeti Bajnokság I (2): 2022./23., 2023./24.

Rijeka
- HNL (1): 2024./25.
- Hrvatski kup (1): 2024./25.

## Vanjske poveznice
- Amer Gojak, National-Football-Teams.com ‎ (engl.)
- Profil, Transfermarkt